# Loi paysage
Lire en ligne

version de légifrance

La loi n° 93-24 du 8 janvier 1993 sur la protection et la mise en valeur des paysages et modifiant certaines dispositions législatives en matière d'enquêtes publiques, dite Loi paysage, est une loi française qui vise à protéger et mettre en valeur les paysages qu'ils soient naturels, urbains, ruraux, banals ou exceptionnels. Elle vient compléter les lois « Montagne » et « Littoral » et est surtout une loi d'aménagement et d'urbanisme.
La principale limite de cette loi est qu'elle ne donne pas de définition précise du paysage. Elle a cependant pour but - en plus de la protection - la gestion du paysage. Les directives de protection et de mise en valeur du paysage établies par le décret d'application (n°94-283) de la loi « Paysage » datant du 11 avril 1994, ont vocation à régir « des territoires remarquables par leur intérêt paysager », territoire définis par l'État en concertation avec les collectivités territoriales concernées.
L'arrêté du 8 décembre 2000 créé le Conseil national du paysage. Il est institué auprès du ministre chargé des paysages et a pour mission de proposer un plan annuel sur l'évolution des paysages en France ainsi qu'un bilan de la Loi Paysage et de suggérer des mesures susceptibles d'améliorer la situation des paysages en France.
Le projet de loi relatif à la biodiversité, qui doit être étudié en 2014 contient aussi un chapitre concernant le paysage.